# Carl Guttenberg
 (juin 2025).
Carl Gottlieb Guttenberg (près de Nuremberg, 21 août 1743 - Paris, 20 mai 1790) est un dessinateur et graveur allemand.

## Biographie
Frère de Heinrich Guttenberg (1749-1818), Carl Guttenberg est formé à Nuremberg et à Berne, puis à Paris où il est l'élève de Jean-Georges Wille. Il séjourne brièvement à Bâle (1772-1773), puis travaille principalement à Paris.

## Œuvre
Carl Guttenberg a gravé d'après :
- Martini[Qui ?]
- Jean-Michel Moreau

Avant 1786, il travaille pour Jacques Couché et Jacques Bouillard dans le cadre du projet de la Galerie du Palais Royal.
- La Mort du général Wolfe, 1780, Collection Musée national des beaux-arts du Québec[1]